# Peter Schmeichel
Peter Bolesław Schmeichel (Gladsaxe, 18 november 1963) is een Deens voormalig profvoetballer en de vader van doelman Kasper Schmeichel.

## Clubcarrière
Schmeichel was doelman van onder andere Manchester United. Schmeichel begon in 1984 bij Hvidovre, waar hij drie seizoenen onder de lat stond en na drie jaar vertrok om bij Brøndby te tekenen. Ook bij Brøndby werd Schmeichel een vaste waarde en stond hij vijf seizoenen in het doel.
Voor een bedrag van ongeveer €800.000 vertrok de doelman in 1991 naar Manchester United, waar hij hoogtijdagen zou beleven. In acht seizoenen in Engeland won hij meerdere malen het landskampioenschap, de FA cup en de FA Charity Shield. In 1999 won hij ook de UEFA Champions League. Schmeichel was een van de dertien buitenlandse voetballers die in actie kwamen op de allereerste speeldag van de Premier League op 15 augustus 1992. In 1999 verliet hij Manchester United, waarna onder meer de Fransman Fabien Barthez zijn plaats tussen de palen innam. Tot de komst van de lange Nederlander Edwin van der Sar had United moeite om de ideale vervanger voor Schmeichel te vinden. Op 20 oktober 2001 werd hij de eerste doelman die voor Aston Villa een doelpunt scoorde in de Premier League. Tegen Everton pakte hij in de absolute slotseconden uit met een volley op hoekschop/voorzet van linksachter Steve Staunton. Aston Villa verloor de wedstrijd met 3–2.
In Portugal speelde Schmeichel voor de topclub Sporting CP, waar hij twee jaar zou spelen (1999–2001) voor hij terugkeerde naar Engeland. Na seizoenen bij Aston Villa en Manchester City zette de Deen een punt achter zijn loopbaan, waarin hij ruim zeshonderd clubwedstrijden speelde. In de jaren 1992 en 1993 werd de Deen uitgeroepen door de UEFA tot de beste keeper van Europa. Door de IFFHS werd hij verkozen op de zevende plaats van de beste keepers van de eeuw. Schmeichel werd drie keer verkozen tot Deens voetballer van het jaar.

## Interlandcarrière
Als international kwam Schmeichel in totaal 129 keer uit voor het Deens voetbalelftal. Onder leiding van bondscoach Richard Møller Nielsen maakte hij zijn debuut voor de nationale ploeg op 20 mei 1987 in de olympische kwalificatiewedstrijd in en tegen Griekenland (0-5). 
Schmeichel was jarenlang de vaste doelman van het nationale elftal van Denemarken. Op het Europees kampioenschap voetbal 1992 werd hij met Denemarken Europees kampioen. Hij is de speler met de meeste optredens in het nationale elftal en was dertigmaal aanvoerder. Hij speelde op vier Europees kampioenschappen en één Wereldkampioenschap, hij scoorde één keer uit een strafschop: in de vriendschappelijke interland tegen België in 2000.

## Tv-presentator
Sinds 14 juli 2008 was Schmeichel te zien in een nieuwe serie van het programma Dirty Jobs op Discovery Channel.

## Persoonlijk leven
Zijn zoon Kasper Schmeichel debuteerde in het seizoen 2005/06 eveneens als doelman in het betaald voetbal bij Darlington FC.

## Erelijst
Als speler
 Brøndby
- 1. division: 1987, 1988, 1990
- Super Cuppen: 1991
- Landspokalturnering: 1989

 Manchester United
- UEFA Champions League: 1998/99
- Europese Supercup: 1991
- Premier League: 1992/93, 1993/94, 1995/96, 1996/97, 1998/99
- FA Cup: 1993/94, 1995/96, 1998/99
- Football League Cup: 1991/92
- FA Charity Shield: 1993, 1994, 1996, 1997

 Sporting CP
- Primeira Divisão: 1999/00
- Supertaça Cândido de Oliveira: 2000

 Aston Villa
- UEFA Intertoto Cup: 2001

 Denemarken
- Europees kampioenschap voetbal: 1992

Individueel
- Det Gyldne Bur (Deens doelman van het jaar): 1987, 1988, 1990, 1992
- Deens voetballer van het jaar: 1990, 1993, 1999
- UEFA Doelman van het Jaar: 1992, 1993, 1997, 1998
- UEFA Euro Team van het Toernooi: 1992
- IFFHS Werelddoelman van het jaar: 1992, 1993
- Premier League PFA Team of the Year: 1992/93
- Premier league speler van het seizoen: 1995/96
- UEFA Clubkeeper van het Jaar: 1997/98
- UEFA Champions League 10 Seizoenen Dream Team (1992–2002): 2002
- English Football Hall of Fame: 2003
- PFA England League Team of the Century (1907–2007): 2007
- Premier League 10 Seasons Awards (1992/93–2001/02):
  - Overseas and overall Team of the Decade
  - Save of the Decade (vs. Newcastle, 21 december 1997)
- Premier League 20 Seasons Awards (1992/93–2011/12):
  - Fantasy Teams of the 20 Seasons public and panel choice
- FIFA 100
- Danish Football Hall of Fame
- World Soccer: The 100 Greatest Footballers of All Time
- Football League 100 Legends